# Pentagonica nigricornis
Pentagonica nigricornis är en skalbaggsart som beskrevs av Darlington. Pentagonica nigricornis ingår i släktet Pentagonica och familjen jordlöpare. Inga underarter finns listade i Catalogue of Life.